# Музей почтовой связи и Московского почтамта
Музе́й истории русской почты и Моско́вского почта́мта — музей, подведомственный Управлению федеральной почтовой связи (УФПС) Москвы «Московский почтамт» и располагающийся в здании организации на Мясницкой улице. Первая экспозиция была открыта в 1912 году и посвящена развитию почтового дела и истории Московского почтамта. После Октябрьской революции выставку закрыли, обновлённую коллекцию музея снова представили публике в 2000-м.

История
Первые предложения создания музея почтовой связи в Департаменте почт Российской империи начали обсуждать во второй половине XIX века. Предполагалось, что основой экспозиции станут предметы почтового отдела Политехнической выставки 1872 года, но из-за отсутствия помещения от этой идеи отказались. Когда в 1884-м было сформировано Главное управление почт и телеграфов, собранную коллекцию передали в Центральный музей связи имени А. С. Попова в Санкт-Петербурге.
Музей истории почт и телеграфов начал действовать при Московском почтамте только после строительства нового просторного комплекса на Мясницкой в 1912 году. Открытие выставки приурочили к двухсотлетнему юбилею почтамта, состоявшемуся годом ранее. Одним из первых экспонатов стал портрет Петра Великого, преподнесённый организации князем Куракиным. Известно, что экспозиция заняла часть нового комплекса на Мясницкой, но её полное описание не сохранилось. После Октябрьской революции залы переоборудовали для служебных нужд, а музей ликвидировали. В 1920-е годы часть коллекции передали в Музей связи имени Попова.
Возобновлённая экспозиция начала работу в 2000 году в бывшем корпусе почтамта на Чистопрудном бульваре. Торжественное открытие музея, занявшего три комнаты здания, приурочили ко Дню российской почты. К 2006-му её переместили в один из залов главного здания. К тому моменту музейные фонды насчитывали более сорока тысяч предметов, из них 500 единиц были пожертвованы частными лицами. Основу коллекции составляют документы, альбомы и аппаратура, переданные на хранение в библиотеку и цеха почтамта в 1950-х годах. Часть экспонатов была возвращена Музеем связи имени Попова.
Здание, в котором располагается музей Московского почтамта, в начале XVII века относилось к обширным владениям дворян Дмитриевых-Мамоновых. В разное время владельцами имения числились граф Александр Меншиков, князь Александр Куракин, помещик Иван Лазарев. Уже в 1785 году усадьбу сдали в аренду Московскому почтамту, который выкупил землю с особняком в 1792-м. К началу XX века усадебный комплекс не справлялся с увеличившимся потоком посетителей, и в 1910—1912 годах здание Московского почтамта полностью перестроили под руководством архитекторов Оскара Мунца, Леонида и Александра Весниных, инженера Д. Н. Новикова.
В 2009 году Музей Московского почтамта стал лауреатом конкурса «Почта России. Связь времён», получив почётные грамоты и грант на расширение выставки. В 2016-м Музей почтовой связи и Московского почтамта принял участие в акции «Ночь музеев». Организация также регулярно проводит фестивали, школьные экскурсии, временные экспозиции и другое.

## Экспозиция
По состоянию на 2016 год в музее действовал только один зал. Выставка разделена на четыре зоны, одна из которых посвящёна зданию на Мясницкой. Кроме того, представлены экспонаты о развитии почтового дела и предметы, привезённые из других московских отделений связи, а также почтовое обмундирование военного периода. Основную часть экспонатов составляет оборудование, вышедшее из употребления: сургучницы, штемпеля, старые печати, почтовые рожки. В фонде музея хранятся архивные книги XVIII—XIX веков, сундуки для перевозки корреспонденции, элементы сбруи ямщицких телег, мебель, гравюры, почтовые ящики и фотоальбомы. Сохранились оригинальные чертежи комплекса Мунца, где отмечены первые музейные помещения, а также подборка фотографий с торжественного открытия здания в 1912-м.
В зале выставлены устройства по продаже газет и марок, использовавшиеся для автоматизации почтамта в 1960-х годах. Также представлены украшения почтамта к Олимпиаде 1980 года и портрет Владимира Ленина, который собран из марок, выпущенных к XXIII съезду КПСС. Среди экспонатов представлены берестяные грамоты, почтовые сумки и мешки, личные вещи почтмейстеров, гравюры и фотографии, дореволюционная операционная стойка и часть ограждений, демонстрирующая убранство почтамта до 1917-го. Военный период в развитии почты представлен оборудованием связистов и радиоприёмниками, полевым обмундированием, плакатами, фотографиями и фронтовыми письмами. Также экспонируются щипцы, которыми работники сбрасывали зажигательные бомбы с крыши почтамта.

Музей Московского почтамта в 2010 году
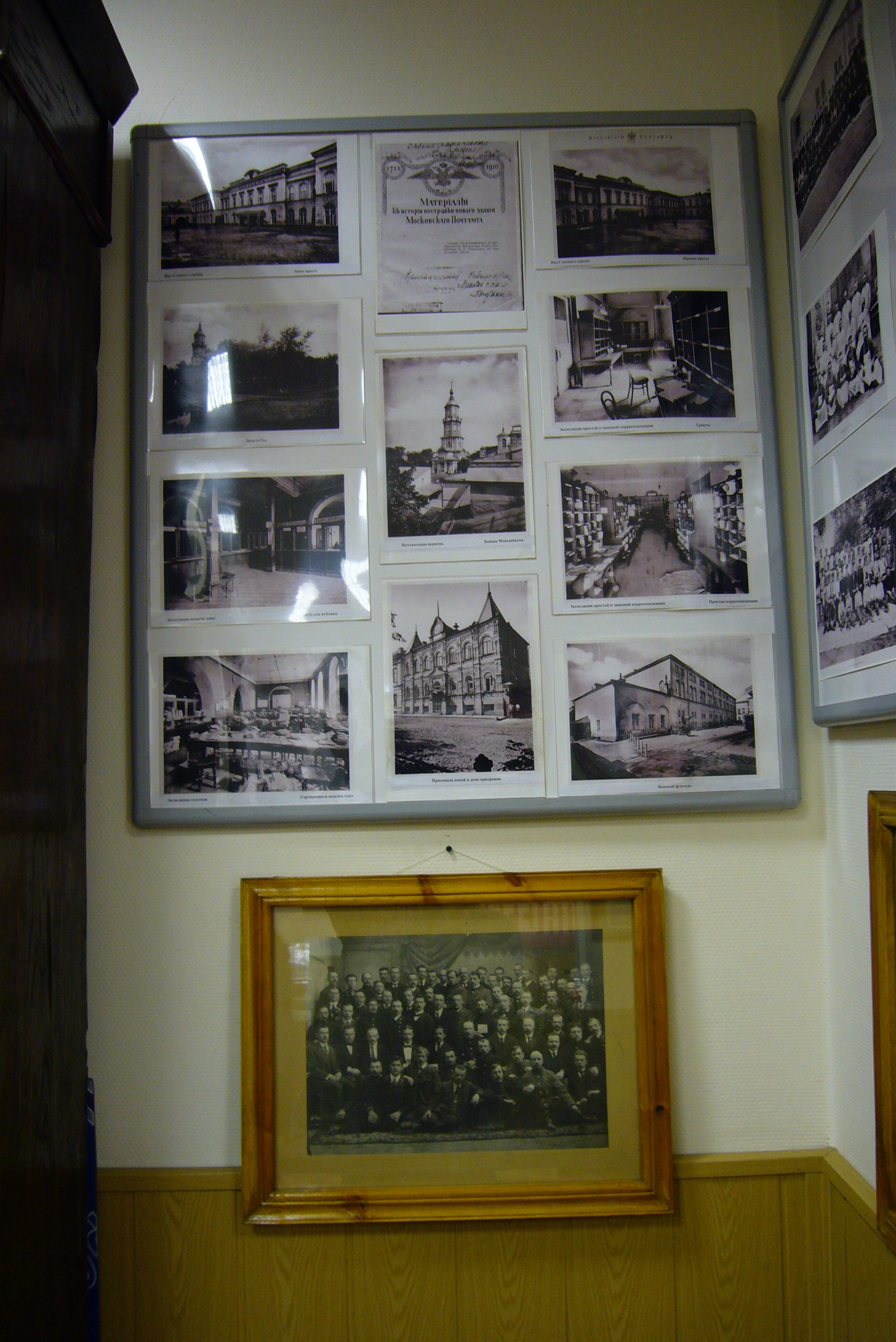
Стенд истории главного здания
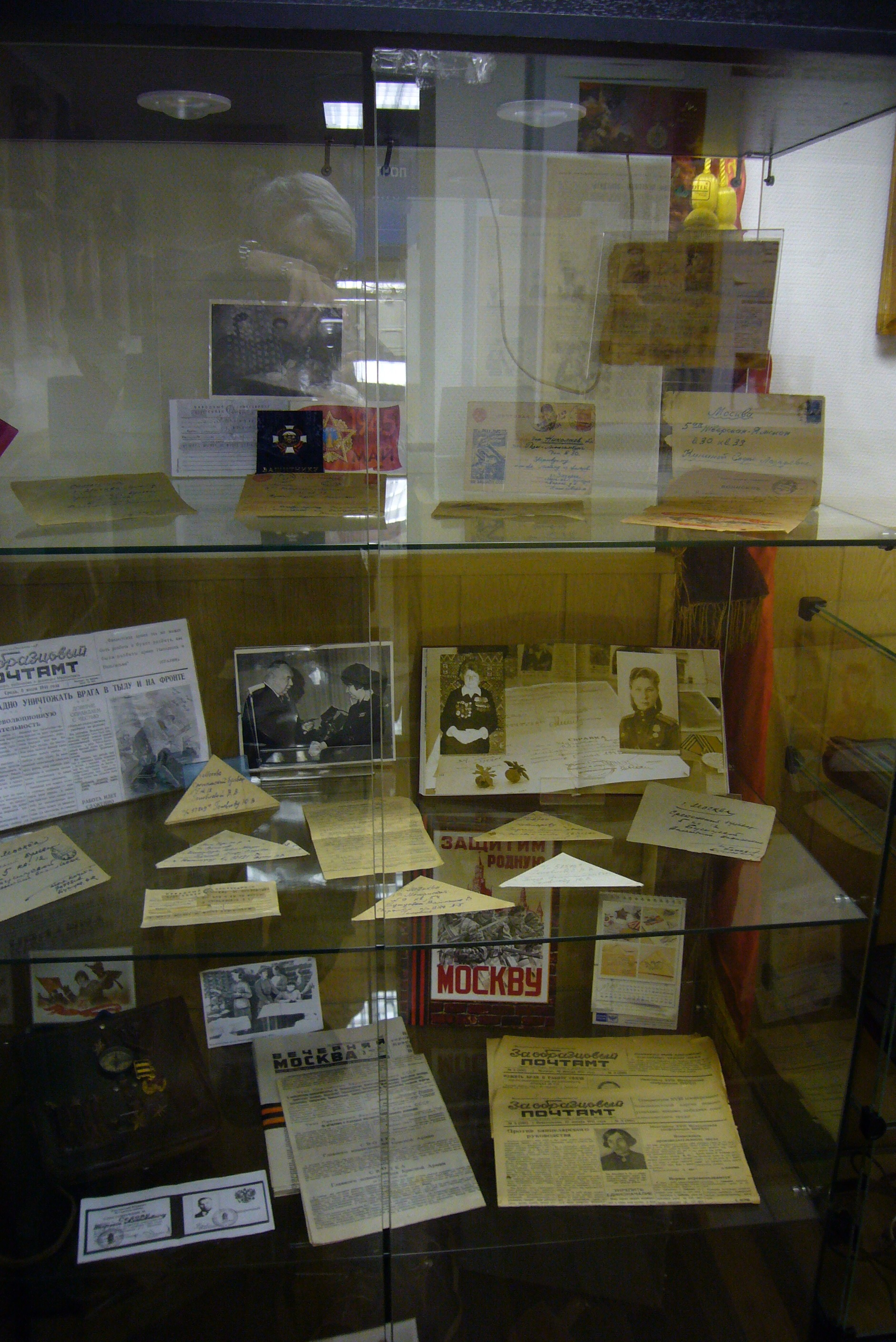
Выставочный стенд
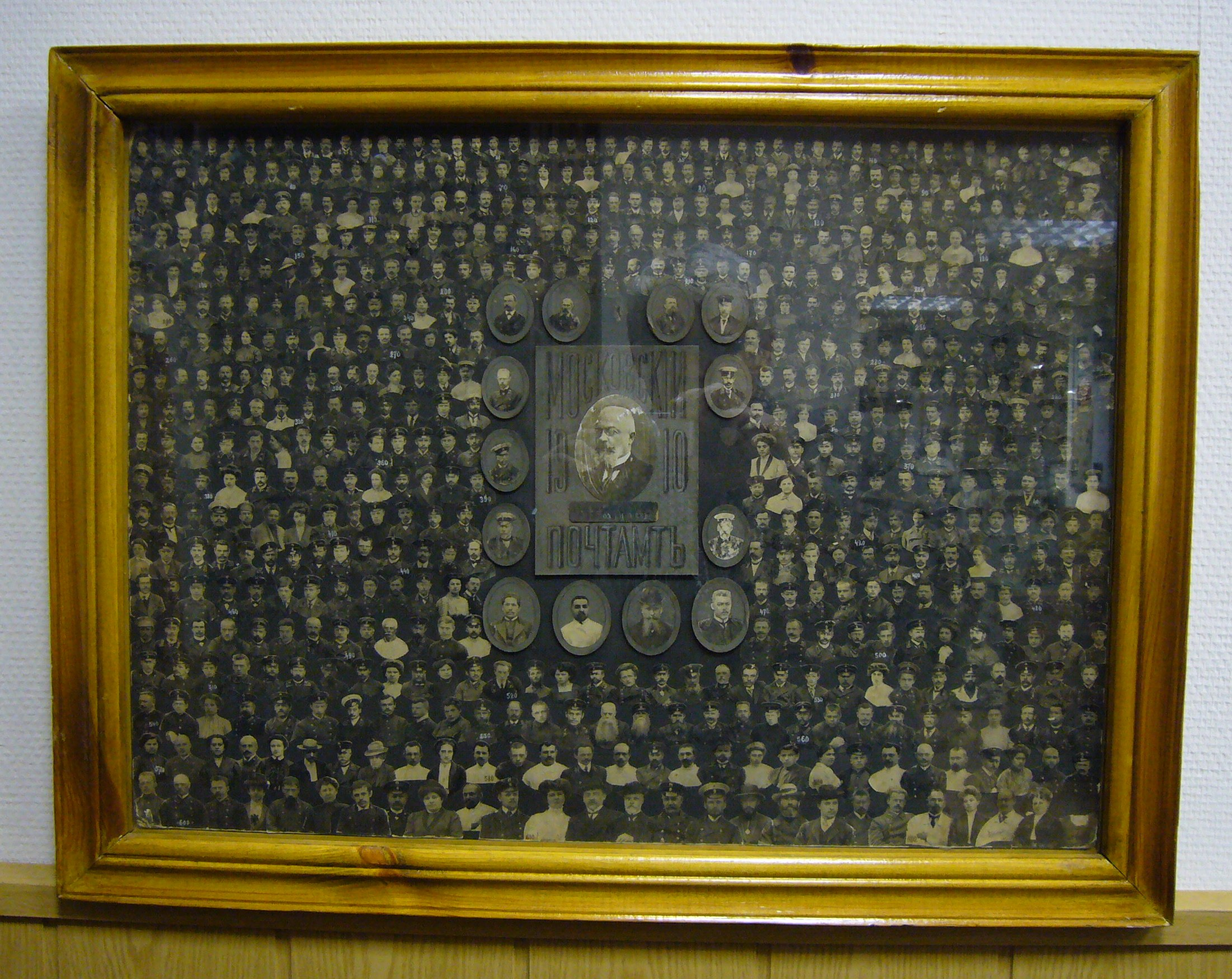
Фото почтовых служащих
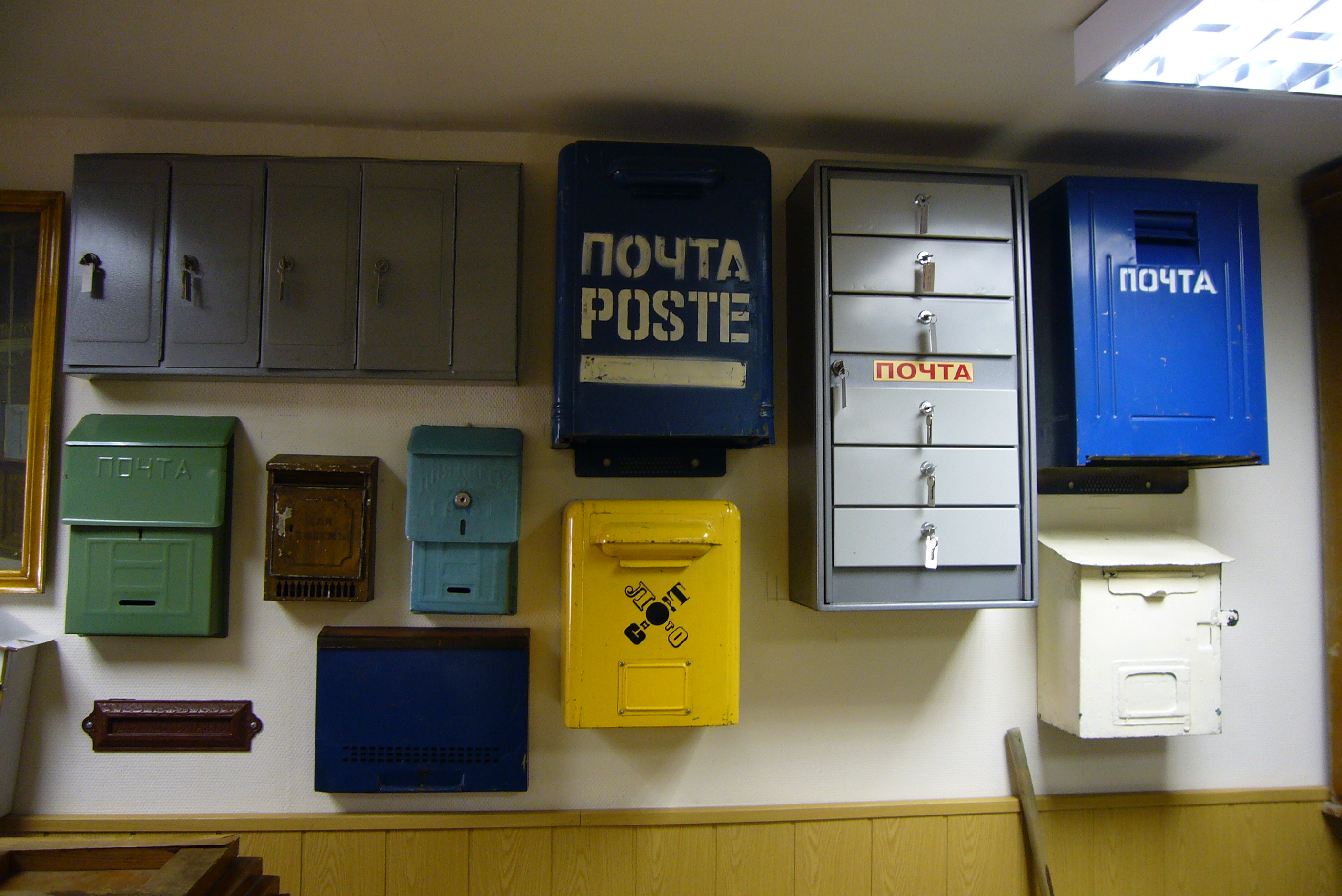
Коллекция почтовых ящиков
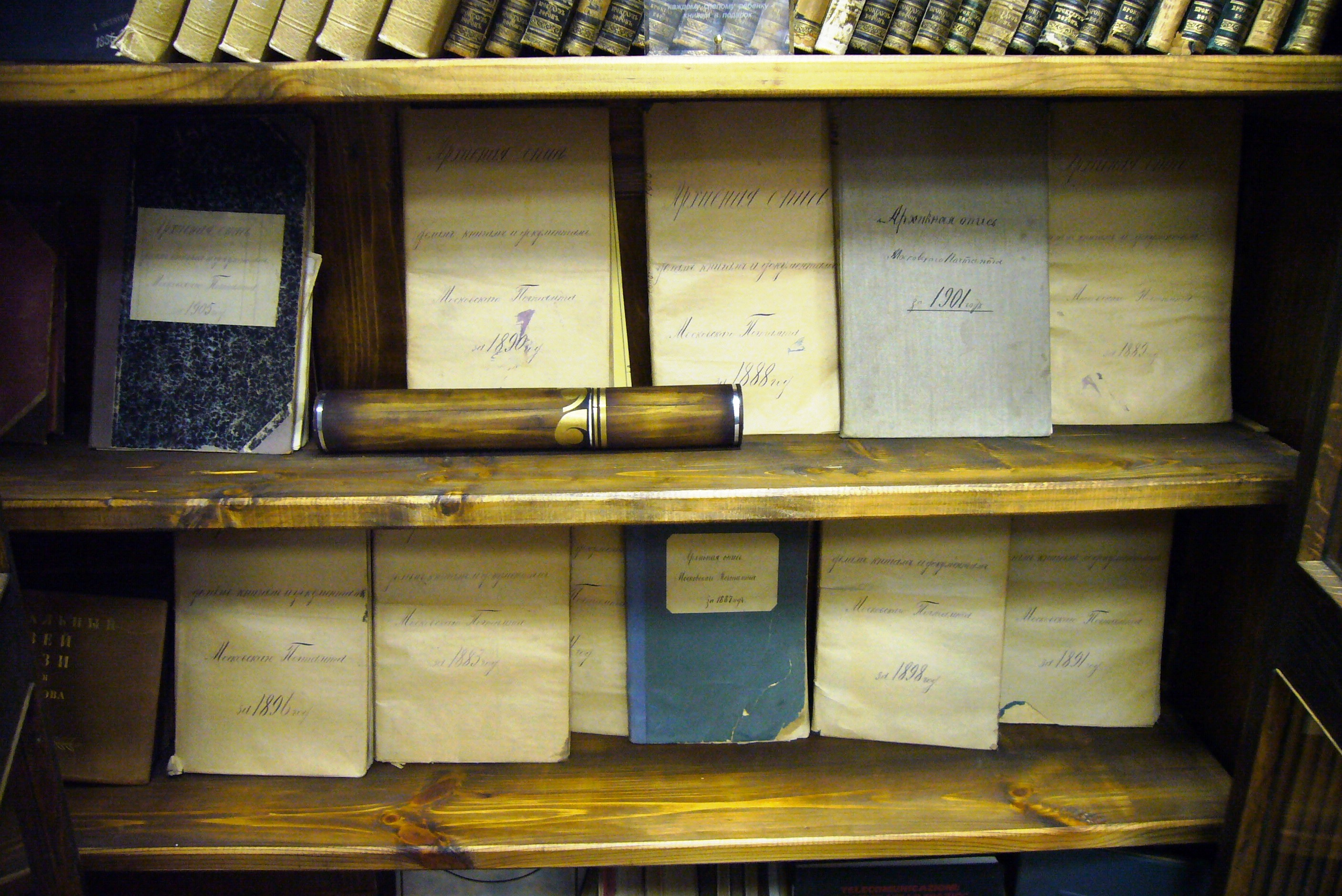
Архивные книги
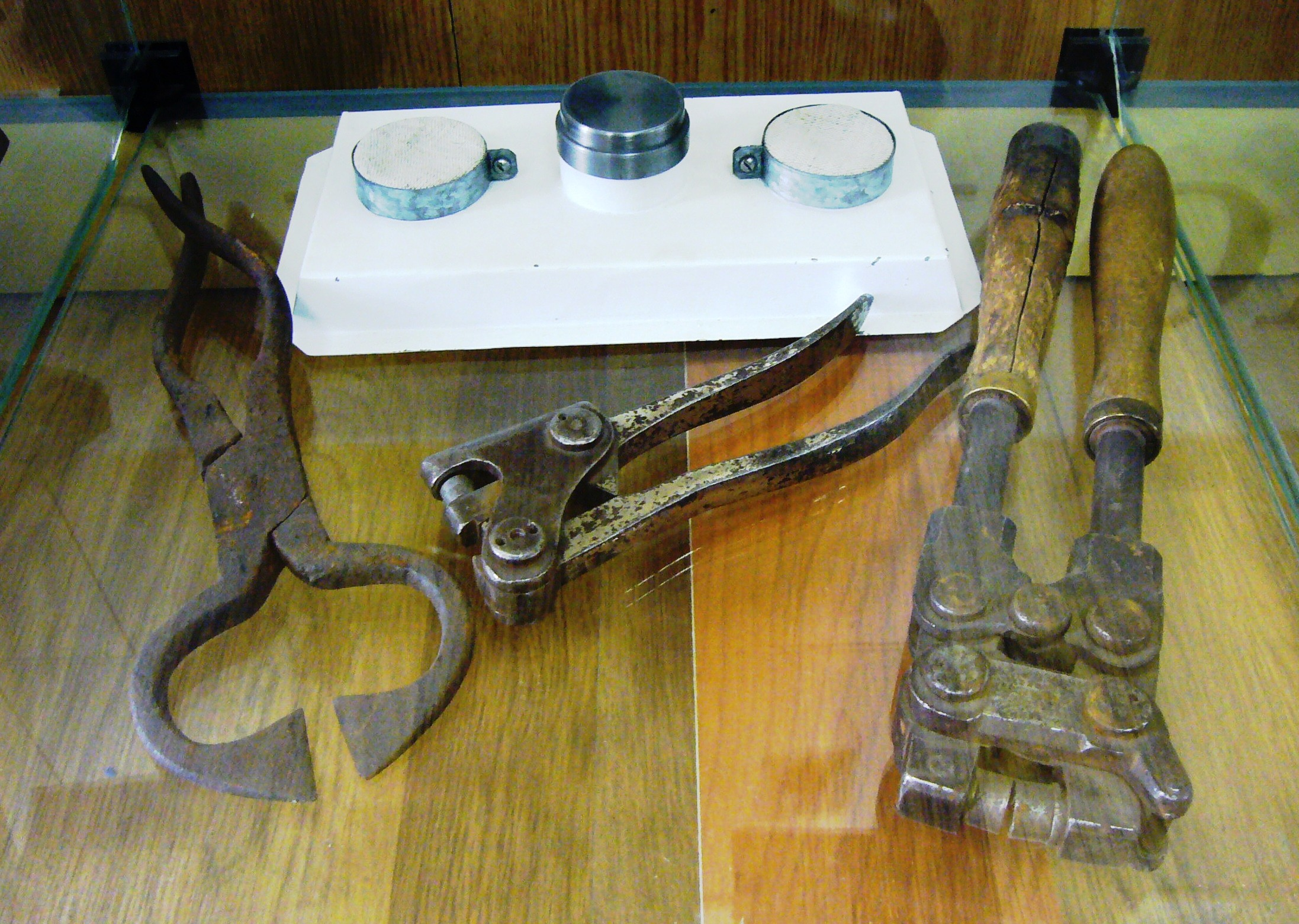
Почтовые пломбиры
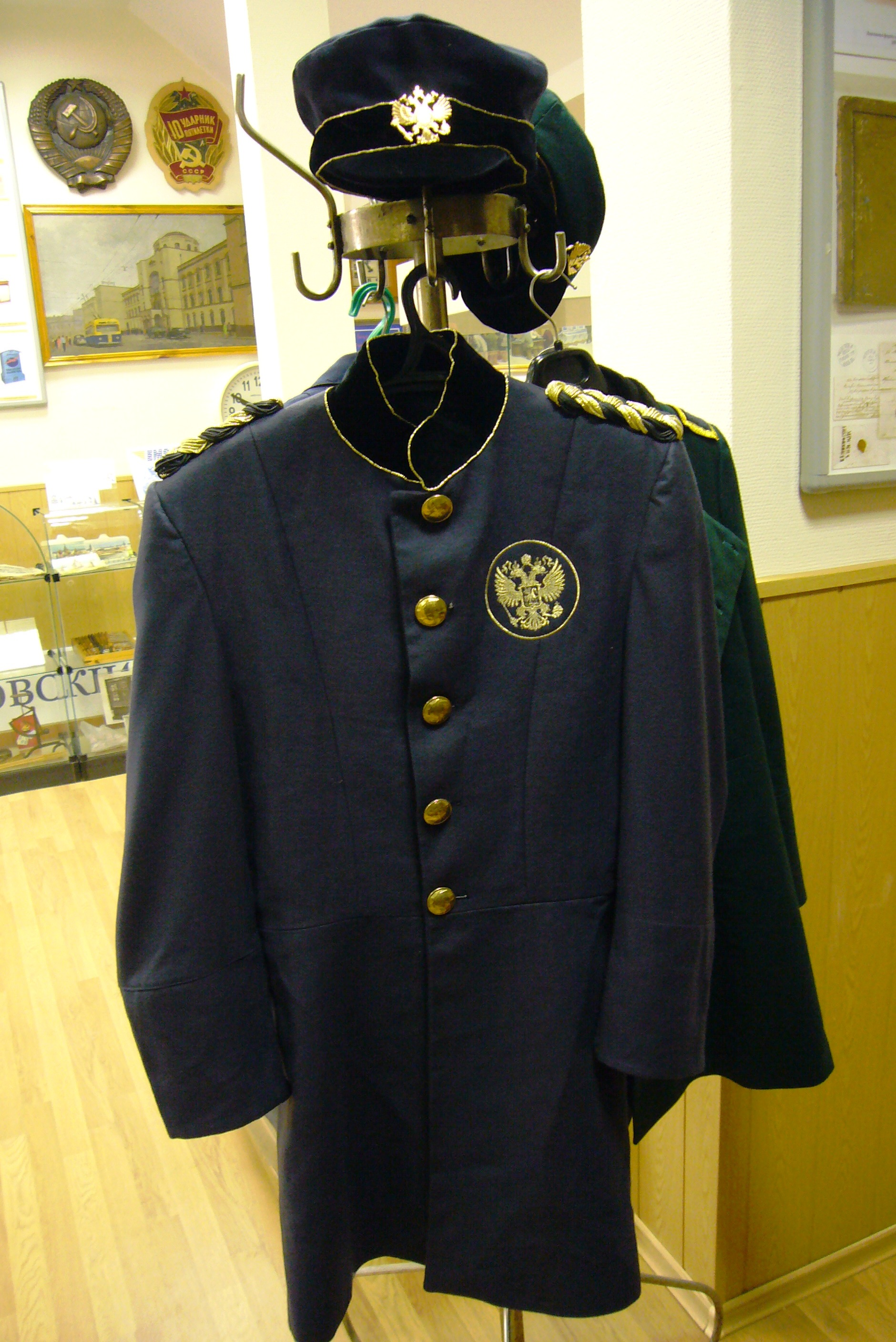
Копия мундира почтового служащего